# منتزه شمال فوج الإقليمي
منتزه شمال فوج الإقليمي الطبيعي (بالفرنسية: Parc naturel régional des Vosges du Nord) هو منتزه إقليمي طبيعي يقع في منطقة غراند إيست شمال شرق فرنسا. أُسس المنتزه في عام 1976 ويغطي مساحة تبلغ حوالي 1,301 كيلومتر مربع.

## الموقع
يمتد المنتزه عبر أجزاء من إقليم الرين الأسفل والموزيل، ويشمل جزءًا من جبال الفوج الشمالية. يتألف من مناظر طبيعية متنوعة تضم غابات كثيفة، أراضٍ زراعية، تلالًا، وأنهارًا، كما يضم العديد من القرى التاريخية والقلاع.

## الطبيعة والتنوع البيولوجي
يُعد المنتزه موطنًا لمجموعة متنوعة من النباتات والحيوانات، منها الأنواع النادرة والمحمية. الغابات تشكل غالبية المساحة، وتضم أشجار الزان، البلوط، والصنوبر. كما يوجد عدد من البرك والمستنقعات التي توفر موائل للطيور والبرمائيات.

## الثقافة والتراث
يتميز المنتزه بتراثه الثقافي الغني الذي يشمل قلاعًا تعود إلى العصور الوسطى، منازل نصف خشبية تقليدية، ومعالم أثرية. المنتزه جزء من شبكة المحميات العابرة للحدود بالتعاون مع منطقة بالاتينات الألمانية، ضمن الحديقة البايوجغرافية عبر الحدود.

## السياحة
يستقطب المنتزه السياح المهتمين بالطبيعة، رياضة المشي لمسافات طويلة، ركوب الدراجات، وزيارة القرى والقلاع. توجد العديد من مسارات المشي والتعليم البيئي، كما تُنظم أنشطة وفعاليات ثقافية بانتظام.